# Gmina Wieniawa
Die Gmina Wieniawa ist eine Landgemeinde im Powiat Przysuski der Woiwodschaft Masowien in Polen. Ihr Sitz ist das gleichnamige Dorf.

## Gliederung
Zur Landgemeinde Wieniawa gehören folgende Ortschaften mit einem Schulzenamt*
- Brudnów
- Głogów
- Jabłonica
- Kamień Duży
- Kłudno
- Kochanów Wieniawski
- Komorów
- Koryciska
- Plec
- Pogroszyn
- Romualdów
- Skrzynno
- Sokolniki Mokre
- Sokolniki Suche
- Ryków
- Wieniawa
- Wola Brudnowska
- Wydrzyn
- Zagórze
- Zawady
- Żuków

Weitere Orte der Gemeinde sind:
- Błotka
- Brzozowica
- Glinianki
- Górka
- Góry
- Kaleń
- Kamień Mały
- Kaukaz
- Komorów-Gajówka
- Konary
- Osiny
- Pod Rogową
- Pod Skrzynnem
- Stajków
- Za Bugiem
- Za Górami
- Zadąbrów